# Arnaud II de Roquefeuil
Arnaud II de Roquefeuil, né après mai 1297 et mort entre 1362/1366, est un seigneur rouergat, membre de la famille de Roquefeuil-Anduze.
Il est connu comme l'un des principaux chevaliers de France et pour avoir déclaré la guerre au Roi de Majorque.

## Biographie

### Origines
La date de naissance d'Arnaud n'est pas connue en l'état actuel des connaissances. Cependant, elle peut être placée après le testament de son père du 7 ides de mai 1297, dans lequel il indique que le fils « qui naîtra de la dite Vaurie sa femme » sera son héritier[réf. à confirmer]. Arnaud est le fils du seigneur de Roquefeuil, Raymond IV, et de Vaurie [Atbrand], dite d'Albret,.
En 1316, il est marié à Jacquette, dame de Combret. Elle est la sœur et l'héritière de son frère, Bernard, fille d'Ermengaud et héritière de sa maison à la suite de son frère Bernard mort avant 1314. Les Combret formaient alors une famille dont les premières traces remontent à l'an 1010 et dont les descendants représenteront les nobles de leur province aux Etats-Généraux. En 1315, Jaquette reçoit, les hommages des nobles Guillaumes Ferrand, Bernard Brenguier en qualité de baron de Combret.
Son père lui donne, en février 1317, les « châteaux d'Algues et Valgarride, de Cantobre, de Trève d'Aumessas, de St Jean de Bruel et de Saulières avec toutes leurs appartenances et dépendances et généralement tous ce qu'il peut posséder dans la baronnie de Roquefeuil fait en justice haute et basse… »[réf. à confirmer]
Il se rend avec son père et les nobles de la région, en 1319, à la ville d'Arras, auprès du roi. Son père meurt peu de temps après. Il hérite ainsi du titre de comtor de Nant et de la baronnie de  Roquefeuil-Meyrueis,.

### Guerre contre le Roi de Majorque
Arnaud II est cousin des Rois d'Aragon par Guillemette de Montpellier, femme de Raymond Ier de Roquefeuil. Cette proximité lui permettra de s'allier à Pierre IV d'Aragon pendant sa guerre avec le Roi de Majorque, Jacques III.
En 1324, Sanche Ier, roi de Majorque meurt sans enfant. Son neveu, Jacques III alors âgé de neuf ans, hérite du royaume mais rapidement, Pierre IV d'Aragon affiche des prétentions sur ce royaume qu'il considère comme vassal au sien. En 1343, après différentes tentatives pour trouver un accord, Pierre IV lance une première offensive et envahit les Baléares. Victorieux, il se lance dès 1344, à la conquête du Roussillon, possession majorquine où s'était réfugié Jacques III.
Bernard de Roquefeuil, fils d'Arnaud II était alors page de Jaques III et avait par conséquent accompagné le roi dans sa fuite. Ce dernier réfugié dans son palais de Montpellier organisa une réception. On raconte que le roi était à table et que Bernard, en lui servant à boire, répandit du vin sur son habit de satin blanc. Irrité, le roi, le repoussant brusquement, le blessa avec son couteau qu'il tenait à la main. Bernard mourut peu de temps après.
Pour venger son fils, Arnaud II, qualifié par ses contemporains comme l'un des plus vaillants et plus riches chevaliers de France, se rend à Enle pour rencontrer Pierre IV d'Aragon qui assiégeait la ville. Là, il lui offre de participer à la guerre contre Jacques III avec cent ou deux cents chevaux et de faire venir le comte d'Armagnac avec cinq cents à mille hommes d'armes et trois mille fantassins supplémentaires. Pierre IV d'Aragon, souhaitant arbitrer seul et combattre sans l'intervention de seigneurs étrangers déclina la proposition d'Arnaud II. Non satisfait de ne pouvoir venger son fils, Arnaud II lança les préparatifs pour entrer lui aussi en guerre contre Jacques III.
Acculé, le roi de Majorque se rendit auprès du Pape qui siégeait à Avignon en implorant son aide. Se positionnant en protecteur du Jacques III, le pape Clément VI arbitra le conflit. Arnaud II consentit à renoncer à toute hostilité envers Jacques III qui accepta de céder en contrepartie la baronnie du Pouget et les châteaux de Saint-Bauzille et de Pouzols. Ces terres représentaient 360 feux, des revenus considérables et 10 hommages nobles. Arnaud II ne prit possession de ses terres qu'en 1349, date à laquelle le roi de France, Philippe de Vallois donna mainlevée sur les seigneuries.

### Guerre de Cent Ans

#### En Languedoc
Conseiller militaire du roi de France, Arnaud II est nommé, capitaine de Montpellier  le 1er mars 1361. La cité se sentant en danger, les consuls l'avaient sollicité pour établir la défense de la ville . Sa nomination est confirmée par des lettres de Pierre de Villaines, dit le Bègue, sénéchal de Carcasonne également gouverneur et capitaine-général de la sénéchaussée de Beaucaire. 

#### En Agenais et Gascogne
En 1346, Arnaud II est également mentionné au service du duc de Bourbon en Agenais (actuel Lot-et-Garonne).
Pierre Ier de Bourbon avait été nommé en 1345 par le roi Philippe VI de Vallois, lieutenant du Languedoc pour faire face au comte de Derby qui venait de débarquer avec 500 chevaliers et 2 000 archers près de Bayonne. Pour faire face à la chevauchée anglaise, Pierre Ier lève une armée dont Arnaud II fait partie avec sous ses ordres deux chevaliers, 71 écuyers et 190 sergents.
Arnaud II et Guillaume de Roquefeuil sont également mentionnés en 1369 dans la défense de leurs terres, le premier avec 28 écuyers sous ses ordres et le second suivi de 9 autres écuyers.

### Au service du roi de France
En 1351, Arnaud II est envoyé à quatre reprises par le roi de France, Jean II le Bon en ambassade auprès du roi d'Aragon.  
Le 26 janvier, avec Jean de Lévis, seigneur de Mirepoix, Raymond de Salgue, doyen de Notre-Dame de Paris et Guillaume Durand chanoine de la meme église, ils partent confirmer l'alliance signée par Philippe V et traiter du mariage du Duc d'Anjou, fils du roi avec l'infante d'Aragon. Ce mariage n'aura finalement pas lieu et Arnaud se constitue otage jusqu'au paiement des sommes promises. En octobre, Arnaud est cité à Perpignan pour défendre les intérêts du roi de France auprès du roi d'Aragon qui projette une alliance avec le roi d'Angleterre. 
En 1352, il est chargé d'arbitrer sur les différents entre Jeanne de Narbonne et Suzanne de Séverac.
Il rend hommage au roi de France, le 26 septembre 1354, pour Montarnaud, dans la viguerie d'Aigues Mortes.

## Famille
En 1316 ou 1318, Arnaud de Roquefeuil épouse Jacquette, dame de Combret qu'il représentera auprès du roi en 1340,.
De cette union naissent :
- Jean, marié le 9 avril 1348 à Eleonore d'Apchier, fille de Guerin et de Philippa de Baux mort sans enfants,

- Arnaud III, héritier universel, qualifié de noble, haut et puissant seigneur dans tous les actes qui lui sont relatifs,
- Pierre, abbé de Saint Guillem le Désert entre 1361 et 1375,
- Bernard, tué par le Roi Jacques III de Majorque,
- Jacques, ∞ cousine d'Espagne,
- N, religieuse à Millau,
- Dauphine, mariée en 1361 à Bérenger d'Arpajon,
- Catherine, ∞ (1) Jean de Narbonne, baron de Montagu; (2) Guillaume de Laudun, baron de Sérignan et de Rochefort ; (3) Pierre de Morlhon, baron de Sanvensa.

## Ascendance
|  |                                   |  |  |  |  |  |  |  |  |  |  |  |  |  |  |  |
|  | 16. Raymond Ier de Roquefeuil     |  |  |  |  |  |  |  |  |  |  |  |  |  |  |  |
|  |                                   |  |  |  |  |  |  |  |  |  |  |  |  |  |  |  |
|  |                                   |  |  |  |  |  |  |  |  |  |  |  |  |  |  |  |
|  | 8. Arnaud Ier de Roquefeuil       |  |  |  |  |  |  |  |  |  |  |  |  |  |  |  |
|  |                                   |  |  |  |  |  |  |  |  |  |  |  |  |  |  |  |
|  |                                   |  |  |  |  |  |  |  |  |  |  |  |  |  |  |  |
|  | 17. Guillemette de Montpellier    |  |  |  |  |  |  |  |  |  |  |  |  |  |  |  |
|  |                                   |  |  |  |  |  |  |  |  |  |  |  |  |  |  |  |
|  |                                   |  |  |  |  |  |  |  |  |  |  |  |  |  |  |  |
|  | 4. Raymond III de Roquefeuil      |  |  |  |  |  |  |  |  |  |  |  |  |  |  |  |
|  |                                   |  |  |  |  |  |  |  |  |  |  |  |  |  |  |  |
|  |                                   |  |  |  |  |  |  |  |  |  |  |  |  |  |  |  |
|  | 18. Pierre Bermnond IV de Sauve   |  |  |  |  |  |  |  |  |  |  |  |  |  |  |  |
|  |                                   |  |  |  |  |  |  |  |  |  |  |  |  |  |  |  |
|  |                                   |  |  |  |  |  |  |  |  |  |  |  |  |  |  |  |
|  | 9. Béatrice d'Anduze              |  |  |  |  |  |  |  |  |  |  |  |  |  |  |  |
|  |                                   |  |  |  |  |  |  |  |  |  |  |  |  |  |  |  |
|  |                                   |  |  |  |  |  |  |  |  |  |  |  |  |  |  |  |
|  | 19. Constance de Toulouse         |  |  |  |  |  |  |  |  |  |  |  |  |  |  |  |
|  |                                   |  |  |  |  |  |  |  |  |  |  |  |  |  |  |  |
|  |                                   |  |  |  |  |  |  |  |  |  |  |  |  |  |  |  |
|  | 2. Raymond IV de Roquefeuil       |  |  |  |  |  |  |  |  |  |  |  |  |  |  |  |
|  |                                   |  |  |  |  |  |  |  |  |  |  |  |  |  |  |  |
|  |                                   |  |  |  |  |  |  |  |  |  |  |  |  |  |  |  |
|  | 20. Guigues-Meschin II du Tournel |  |  |  |  |  |  |  |  |  |  |  |  |  |  |  |
|  |                                   |  |  |  |  |  |  |  |  |  |  |  |  |  |  |  |
|  |                                   |  |  |  |  |  |  |  |  |  |  |  |  |  |  |  |
|  | 10. Odilon-Guérin III du Tournel  |  |  |  |  |  |  |  |  |  |  |  |  |  |  |  |
|  |                                   |  |  |  |  |  |  |  |  |  |  |  |  |  |  |  |
|  |                                   |  |  |  |  |  |  |  |  |  |  |  |  |  |  |  |
|  | 21. Alayssette de Narbonne Pelet  |  |  |  |  |  |  |  |  |  |  |  |  |  |  |  |
|  |                                   |  |  |  |  |  |  |  |  |  |  |  |  |  |  |  |
|  |                                   |  |  |  |  |  |  |  |  |  |  |  |  |  |  |  |
|  | 5. Alazie du Tournel,             |  |  |  |  |  |  |  |  |  |  |  |  |  |  |  |
|  |                                   |  |  |  |  |  |  |  |  |  |  |  |  |  |  |  |
|  |                                   |  |  |  |  |  |  |  |  |  |  |  |  |  |  |  |
|  | 22.Pons de Montlaur               |  |  |  |  |  |  |  |  |  |  |  |  |  |  |  |
|  |                                   |  |  |  |  |  |  |  |  |  |  |  |  |  |  |  |
|  |                                   |  |  |  |  |  |  |  |  |  |  |  |  |  |  |  |
|  | 11. Miracle de Montlaur           |  |  |  |  |  |  |  |  |  |  |  |  |  |  |  |
|  |                                   |  |  |  |  |  |  |  |  |  |  |  |  |  |  |  |
|  |                                   |  |  |  |  |  |  |  |  |  |  |  |  |  |  |  |
|  | 23. Guida de Rodez                |  |  |  |  |  |  |  |  |  |  |  |  |  |  |  |
|  |                                   |  |  |  |  |  |  |  |  |  |  |  |  |  |  |  |
|  |                                   |  |  |  |  |  |  |  |  |  |  |  |  |  |  |  |
|  | 1. Arnaud II de Roquefeuil        |  |  |  |  |  |  |  |  |  |  |  |  |  |  |  |
|  |                                   |  |  |  |  |  |  |  |  |  |  |  |  |  |  |  |
|  |                                   |  |  |  |  |  |  |  |  |  |  |  |  |  |  |  |
|  | 12. Jean d'Hébrard                |  |  |  |  |  |  |  |  |  |  |  |  |  |  |  |
|  |                                   |  |  |  |  |  |  |  |  |  |  |  |  |  |  |  |
|  |                                   |  |  |  |  |  |  |  |  |  |  |  |  |  |  |  |
|  | 6. Raymond d'Hébrard              |  |  |  |  |  |  |  |  |  |  |  |  |  |  |  |
|  |                                   |  |  |  |  |  |  |  |  |  |  |  |  |  |  |  |
|  |                                   |  |  |  |  |  |  |  |  |  |  |  |  |  |  |  |
|  | 26. Guillaume Ier d'Hébrard       |  |  |  |  |  |  |  |  |  |  |  |  |  |  |  |
|  |                                   |  |  |  |  |  |  |  |  |  |  |  |  |  |  |  |
|  |                                   |  |  |  |  |  |  |  |  |  |  |  |  |  |  |  |
|  | 13. Gaillarde d'Hébrard           |  |  |  |  |  |  |  |  |  |  |  |  |  |  |  |
|  |                                   |  |  |  |  |  |  |  |  |  |  |  |  |  |  |  |
|  |                                   |  |  |  |  |  |  |  |  |  |  |  |  |  |  |  |
|  | 3. Vaurie d'Hébrard               |  |  |  |  |  |  |  |  |  |  |  |  |  |  |  |
|  |                                   |  |  |  |  |  |  |  |  |  |  |  |  |  |  |  |
|  |                                   |  |  |  |  |  |  |  |  |  |  |  |  |  |  |  |